# Философия в Башкортостане
Философия в Башкортостане — философские воззрения башкир и философская наука в Башкортостане.

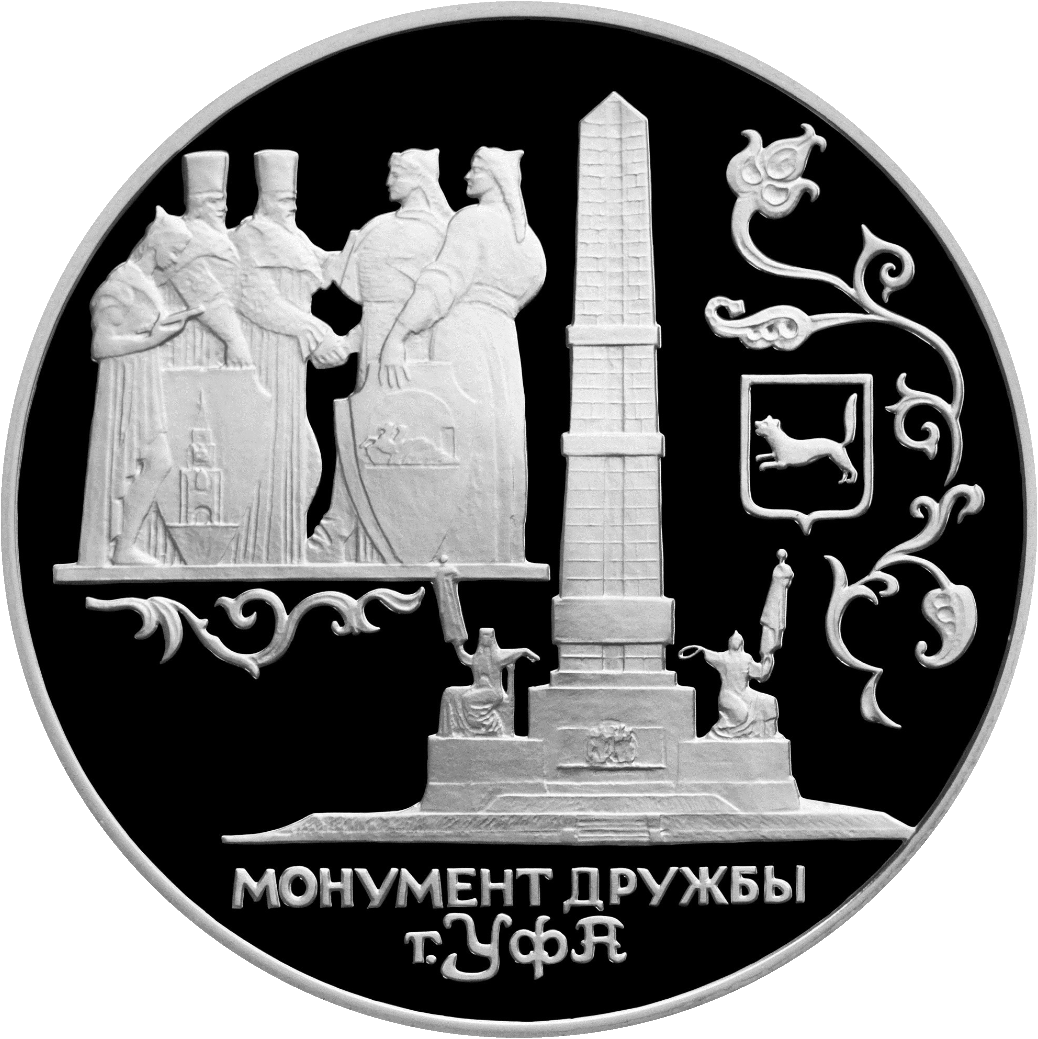

## История
Изучение философского восприятия мира башкирами и населяющими Башкортостан народами проводилось учеными по записанным памятникам устного народного творчества, публикациям и историческим документам.

### Тенгрианство
Башкиры издавна поклонялись главному богу неба Тенгри и другим богам (боги времен года, природных стихий, животных и т. д.)
Всего у башкир было 12 богов, что объясняется как наличие 12 родов башкир и их подчинение одному хану. Тэнгрианство у башкир — древняя религия духа и жизни, которая проявляет устойчивость в памяти людей.
К XII—XIII вв. Тенгрианство приняло формы законченной концепции с онтологией (учением о едином божестве), космологией (концепцией трех миров с возможностями взаимного общения), мифологией и демонологией (различением духов-предков от духов природы).
Духовным отцом тенгрианства был Дэдэ Коркут, живший в III веке, считающийся автором эпического памятника «Китаби Дэдэ Коркут» и распространителем рунического письма, он распространил религию в среде практически всех тюрков. До Дэдэ Коркута тенгрианство было распространено лишь в среде небольшого тюркского племени, проживающего в окрестностях озера Тенгри-куль и горы Тенгри-тау (Денгир-нур и Денгир-тао) недалеко от тибетской столицы Лхаса.

### Ислам
С X века башкиры и другие народы Урала и Поволжья испытали влияние арабо-мусульманской философской традиции, пришедшей к ним вместе с религией ислама.
В целом ислам, проникший в быт и среду башкир, не оказал заметного влияния на их сознание. Несмотря на тысячелетний период ислама к XX веку башкирами была усвоена только внешняя, обрядовая сторона этого учения без существенных перемен в их древнем мировоззрении и верованиях. Большую часть составляют так называемые «этнические» мусульмане, не исполняющие всех требований мусульманского вероучения, и относящих себя к исламу в связи с традицией, национальностью или местом проживания.
После присоединения к России и расширения связей башкирского народа с русской и западноевропейской культурой, основными становятся социально-философские проблемы, исследованные Юнаевым, Ишбулатовым, Алиевым, Арслановым.
Особенности исламского учения о мире повлияли на развитие философии в Башкирии. Философские идеи в исламе развивались по трем направлениями: рационалистически-логические комментарии к Корану, его осмысления и толкования, изучения и толкования античной философии — фальсафа, философское осмысление мистических настроений — суфизм. Самобытным философским направлением в исламской культуре является калам. Философы калама считали, что все вещи в мире состоят из мельчайших частиц — атомов, а время не течет непрерывно, а квантуется.
Суфии — мистическое течение в мусульманстве, придававшие особое значение личному прямому контакту верующего с Богом. Философские идеи в рамках суфизма развивали башкирские ученые Тажетдин Ялсыгулов, Абельманих Каргалы, Гибадулла Салихов, Шамсетдин Заки, Гали Сокорой. Духовный мир суфиев был изучен А. Р. Янгузиным. В своей монографии она первые исследовала структуру человеческой экзистенции с точки зрения суфийского идеала внутренней, духовной свободы личности.
Применительно к Башкортостану появление суфизма расценивалось как отражение экономических невзгод башкир, социальных взрывов. Подавление народных восстаний усугубило тяжелое положение крестьян. Обращаясь к богу, суфии взывали к состраданию и милосердию, религиозному равенству. Башкирский суфизм отличается от ортодоксального. В нем мусульманское перерастало в гражданское, а сострадание и сочувствие к бедным — в критику явлений несправедливого общества.
В сравнении с предшественниками представители суфизма проникали в суть собственно философских проблем. Согласно Шамсетдину Заки, философия — это школа искателей истины, а пророк Ибрагим — шакирд Аристотеля и Платона. Каргалы, как и многие его современники, проповедует нравственное очищение личности. Он осуждает корыстолюбие и погоню за богатством: «погоня за богатством, славой — плод неумеренных страстей». Отдавая дань религиозному аскетизму, Каргалы не отказывается от реальной, земной жизни. Так, судьба каждого человека многими нитями связана с Родиной, Отчизной: «Любовь к своей Отчизне — это совесть, жизнь мужчин и женщин только в ней». В центре размышлений Г. Салихова — исполнение гражданского долга, который он видит в осуществлении добродетельных поступков по отношению к людям: «Достигнешь цели, принося добро».
В конце XIX — начале XX веков в Башкортостане развивалось просветительское движение, состоящее из религиозно-реформаторского (Р. Фахретдинов, З. Камали, З. Давлеткильдеев, Аль Булгари, Габдрахим) и демократического направлений. Религиозные реформаторы пытались укрепить веру народа в добрых богачей. Башкирские просветители-демократы (М. Уметбаев, М. Акмулла, М. Гафури, Ш. Бабич, Д. Юлтый) наоборот выявляли и обостряли острые социальные проблемы.

### Христианство
В Башкортостане представлены все три основные направления христианства — православие, католицизм и протестантизм, также есть последователи различных христианских течений, культов и сект.
Христианская философия выросла из православного мировоззрения народа и развивалась под постоянным влиянием православия. Суть русской христианской философии состоит в «стяжании духа святого». Религиозная философия в России сформировалась как вполне определенная сфера отечественной культуры с середины XIX в.
Власть большевиков пресекла религиозно-философские учения в стране и Башкотостане. В 1922 г. из страны за границу были высланы ведущие представители религиозной философии, а религиозно-философские исследования строжайшим образом запрещены. Развитие и осмысление религиозной философии было остановлено на долгие годы.

### Марксизм-ленинизм
Распространение максизма в Башкортостане началось в начале XX века. После 1917 года философская теория Марксизма-Ленинизма стала официальной теорией, изучаемой в школах, ВУЗах, университетах Марксизма-Ленинизма.
Теория Марксизма-Ленинизма считалась единственно верной теорией, подтверждаемой практикой и отступление от неё всячески осуждалось, пресекалась всякая критика и другие школы философской мысли. Диалектический материализм опирался на современные исследования ученых.
Поддержка или отметание этой теории зависит от конъюктуры мирового рынка. Современный мировой финансовый и экономические кризисы приводят к мысли о преимуществах социалистической системы хозяйствования (Исторический материализм).
К настоящему времени Марксизм-Ленинизм распался на ряд специфических философских дисциплин и направлений.

### Современные теории

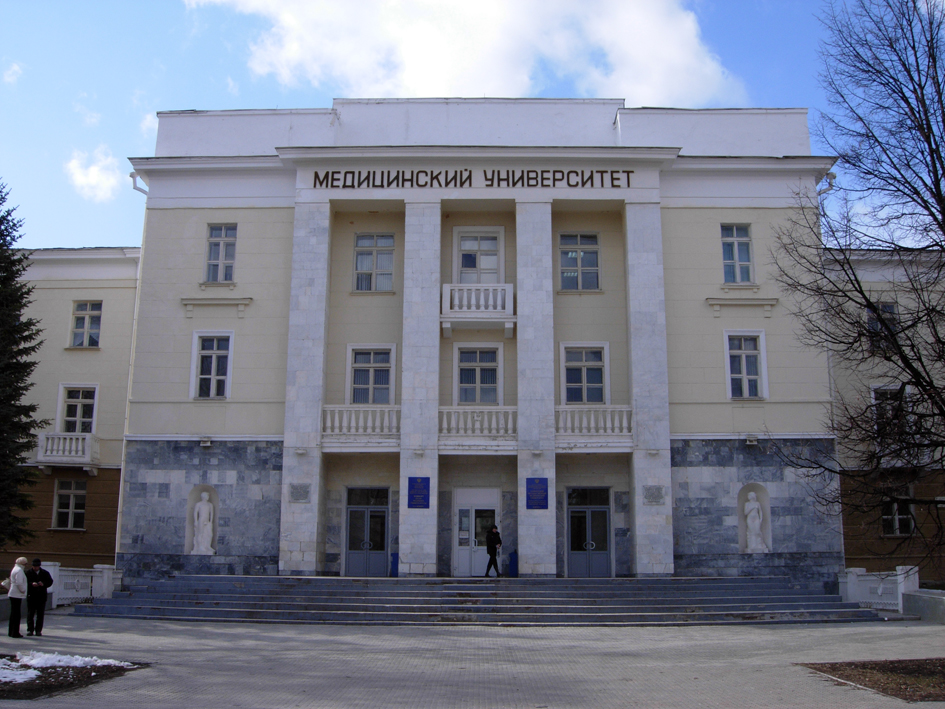
Башкирский государственный медицинский университет

После распада СССР в Башкортостане наметилось большее разнообразие в направлениях исследования и развития философии.
Появились научные школы В 80—90 годы в сформировались новые школы: проблем научной картины мира (Б. С. Галимов), философии науки (А. Ф. Кудряшев), истории классической немецкой философии (А. В. Лукьянов), социально-философской проблемы здоровья (Д. М. Азаматов, О. М. Иванова).
Научные школы в области философии созданы при факультете философии и социологии Башкирского государственного университета (ныне Уфимский университет науки и технологий), Башкирском государственном медицинском университете.
Философами Башкортостана Д. Ж. Валеевым, Г. Б. Хусаиновым изучаются теории башкирских восстаний, философские воззрения руководителей восстаний.

## Учебные заведения
Философов в Башкортостане готовят на факультете философии и социологии Башкирского государственного университета (ныне Уфимский университет науки и технологий).

## Философы Башкортостана

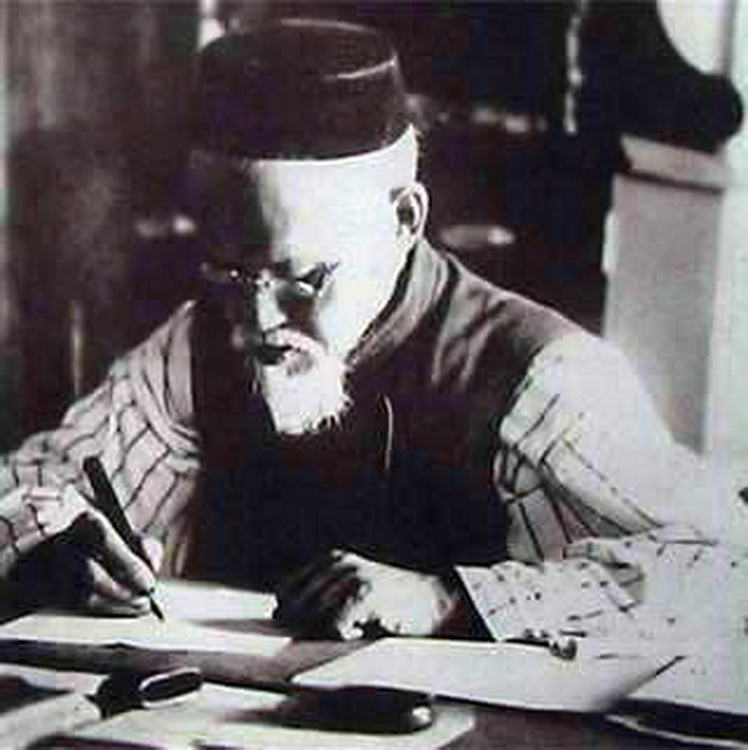
Фахретдинов Ризаитдин Фахретдинович

В конце XIX — начале XX века в Башкирии работали крупные религиозные философы: Риза Фахретдинов, Зия Камали, Зайнулла Расулев.
Развитие науки философии в Башкортостане проходило по ряду направлений. В 70-е годы XX века философия в Башкирии была представлена рядом научных школ, различающихся по специализации. Основными были школы: истории философии (Г. С. Исмагилов, Д. М. Азаматов), диалектики и методологии научного познания (Т. Г. Султангузин, Б. С. Галимов, А. Ф. Кудряшев, Д. А. Нуриев), социальной философии (Ф. Б. Садыков), социологии (Н. А. Аитов, Д. М. Гилязетдинов, Ф. С. Файзуллин).

## Историки философии
Историю башкирской философии в целом, связи национального и религиозного в философии описывал башкирский ученый Г. С. Исмагилов.
Отдельные вопросы философской мысли Башкирии описывались в трудах И. Г. Акманова, З. А. Нургалина, Ф. Л. Саяхова, Р. У. Кузыева, А. Н. Усманова, Х. Ф. Усманова, Б. Х. Юлдашбаева, Р. Г. Кузеева, З. А. Аминева, А. И. Харисова, А. Н. Киреева, Г. Б. Хусаинова, М. Г. Рахимкулова, М. Ф. Гайнуллина, С. Г. Сафуанова, А. Х. Вильданова, Г. С. Кунафина, Р. З. Шакурова и др.